# Paul Kohlstock

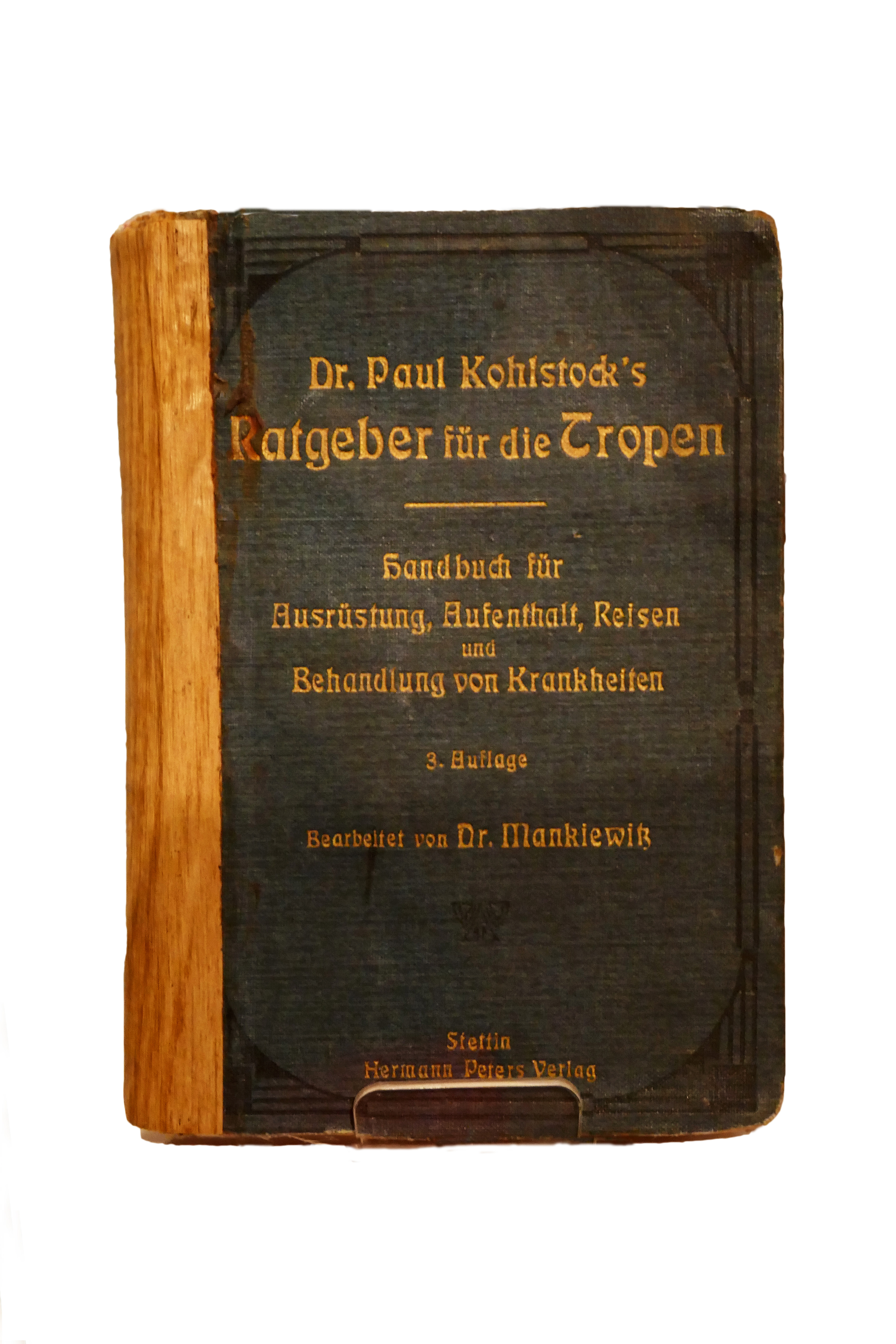
Dr. Paul Kohlstocks Ratgeber für die Tropen (Museum im Ritterhaus)

Paul Martin Julius Kohlstock (* 5. Januar 1861 in Berlin; † 14. April 1901 in Tientsin) war ein deutscher Sanitätsoffizier der Preußischen Armee und Tropenmediziner.

## Leben
Kohlstock, Sohn des Justizrats Hans Mansuetus Julius Kohlstock, studierte am Medicinisch-chirurgischen Friedrich-Wilhelm-Institut. 1879 schloss er sich dem Pépinière-Corps Franconia an. Er wurde 1882 zum Dr. med. promoviert und 1884 zum Assistenzarzt befördert. In der Schutztruppe für Deutsch-Ostafrika betrieb er ab 1889 Studien zur Malaria. Seit 1890 Stabsarzt, war er von 1891 bis 1893 Assistenzarzt an der III. Medizinischen Klinik der Charité. Ab 1891 war er Lehrer für Tropenhygiene am Seminar für Orientalische Sprachen. Er wurde zum Reichsamt des Innern kommandiert und dem Reichskommissar zur Bekämpfung der Cholera im Elbstromgebiet beigegeben. Praktisch eingesetzt war er einige Male als Kommissar in Choleraplätzen. 
1896 kam er als ärztlicher Referent für Medizinalsachen an das Reichskolonialamt. Im selben Jahr begleitete er Robert Koch auf der Expedition nach Südafrika. In der Kapkolonie und in Deutsch-Südwestafrika ging es um die Erforschung und Bekämpfung der Rinderpest. 1898 zum Oberstabsarzt und Professor ernannt, war er ab 1899 beim Kommando der Schutztruppen. Seine Publikationen und Vorträge befassten sich mit Tropenhygiene, Malaria, Schwarzwasserfieber und Rinderpest. Zur Niederschlagung des Boxeraufstands ging er 1900 mit dem Expeditionskorps nach China. Dort starb er mit 40 Jahren an Typhus, der Krankheit seiner Doktorarbeit.

## Familie
Am 6. Oktober 1890 heiratete er Olga Gertrud Bertha Charlotte von Livonius (1869–1900), Tochter des Generalleutnants Wilhelm von Livonius und Schwester des späteren Generalmajors Willy von Livonius. Aus der Ehe ist Sohn Wilhelm entsprossen. 

## Werke
- Ärztlicher Rathgeber für Ostafrika und tropische Malariagegenden,
- Sanitätswesen in den deutschen Schutzgebieten. Deutscher Militärärztlicher Kalender, 1901 u. ff.
- Über die Dienstverhältnisse der in den deutschen Schutzgebieten beamteten Ärzte. Deutsche Medizinische Wochenschrift 1899
- Mitteilungen aus dem Gebiete der Tropenhygiene und Tropenpathologie. Deutscher Militärärztlicher Kalender 1900.